# John Allison
John Allison   (Regne Unit, 1976) és un guionista i dibuixant de còmics. Produeix còmics des de 1998 i la seva obra ha guanyat diversos premis Eisner.

## Biografia
Allison va començar a crear webcomics el 1998 amb Bobbins, una sèrie que es va publicar a Keenspot. Va acabar amb Bobbins el 2002, dient més tard que s'havia enamorat de la naturalesa aspra i preparada de 'Bobbins', i al mateix temps va començar un nou còmic, Scary Go Round. Després, el 2009, va acabar amb Scary Go Round i va començar Bad Machinery. En una entrevista, Allison va dir que va acabar amb Scary Go Round perquè "la feina que estava fent s'estava tornant una mica poc inspirada. Tenia molts personatges que no m'importaven, i estava fent tirades senceres de personatges que a la gent no agradaven molt... Havia perdut perspectiva i direcció. També estava perdent lectors durant l'últim any i s'havia de fer evident que els canvis".
Allison va descriure Scary Go Round com "un còmic que estic fent des del 2002. Va començar com un còmic sobre les cambreres Tessa i Rachel, després es va convertir en més sobre Shelley Winters i les seves estranyes escapades. En els últims temps, és una mena de divisió entre el Shelley Show i Tackleford Grammar School. Sempre està en evolució". Bad Machinery se centra en diversos d'aquells nens de secundària, ara detectius adolescents.
El 2013, Allison va llançar un spin-off de Scary Go Round, Giant Days, a Boom! Box, una nova empremta de Boom! Estudis per a artistes consolidats fora de la indústria del còmic. La sèrie segueix tres dones joves —Esther de Groot, Susan Ptolemy i Daisy Wooton— que comparteixen una residència a la Universitat de Sheffield. La sèrie va començar com una tirada limitada de sis números, i després es va reconduir com a sèrie en curs. El 2016, Giant Days va ser nominat a dos premis Eisner i tres premis Harvey, amb una quarta nominació a Harvey pel treball de Lissa Treiman al còmic. El 2019, va guanyar dos premis Eisner, a la millor sèrie continuada i a la millor publicació d'humor. Va concloure més tard, en el transcurs d'aquell any amb un número especial de grans dimensions.
L'èxit de Giant Days va portar a seguir treballant amb publicacions independents. Allison va escriure la sèrie By Night per a Boom! Studios, i tots dos van escriure i il·lustrar Steeple per a Dark Horse Comics.
El 2024, Allison va publicar un còmic web de Conan the Barbarian al seu lloc web. Tot i que el personatge era de domini públic al Regne Unit, va rebre un Cessament i desistiment, de Conan Properties International, els titulars dels drets de propietat intel·lectual de Conan als Estats Units. Això va fer que Allison deixés de publicar el webcomic, dient que no "tenia el temps ni l'energia per contestar-ho".
Actualment, Allison resideix a Letchworth Garden City.

## Obres
- Bobbins (1998–2002, 2013–2017)
- Scary Go Round (2002-2009)
- Bad Machinery (2009–2017)[12]
- Dies gegants (2011, 2015-2019)
- De nit (2018–19)
- Steeple (2019-2024)
- Wicked Things (2020)[13]
- The Great British Bump-Off (2023)[14]

## Premis
| Data | Obra nominada                                      | Categoria | Resultat   | Notes |
| ---- | -------------------------------------------------- | --- | ---------- | --- |
| 2002 | Bobbins                                            | UK National Comics Awards: Millor tira de Web | Nominat    | [ 15 ] [ 16 ]                                                                                                |
| 2002 | Bobbins                                            | Web Cartoonist's Choice Awards en tres categories: - Millor ús del color - Millor disseny del lloc - Millor personatge femení                                                                                | Nominat    | [ 17 ] |
| 2003 | Scary Go Round                                     | Web Cartoonist's Choice Awards: Dibuix digital original excepcional | Va guanyar | [ 18 ] |
| 2003 | Scary Go Round                                     | Web Cartoonist's Choice Awards en altres tres categories: - Dibuix destacat - Disseny d'entorn excepcional - Ús excepcional del color                                                                        | Nominat    | [ 18 ] |
| 2004 | Scary Go Round                                     | Web Cartoonist's Choice Awards: Dibuix destacat | Va guanyar | Guanyador conjunt amb Mac Hall                                                                               |
| 2004 | Scary Go Round                                     | Web Cartoonist's Choice Awards en sis categories més: - Còmic destacat - Escriptura destacada - Disseny d'entorn excepcional - Personatge destacat (guio) - Còmic destacat - Concepte d'història excepcional | Nominat    | [ 19 ] |
| 2005 | Scary Go Round                                     | Web Cartoonist's Choice Awards: Còmic destacat | Va guanyar | [ 20 ] |
| 2005 | Scary Go Round                                     | Web Cartoonist's Choice Awards en altres tres categories: - Dibuix destacat - Disseny d'entorn excepcional - Disseny excepcional                                                                             | Nominat    | [ 20 ] |
| 2006 | Scary Go Round                                     | Web Cartoonist's Choice Awards: Còmic destacat | Nominat    | [ 21 ] |
| 2007 | Scary Go Round                                     | Web Cartoonist's Choice Awards en tres categories: - Còmic destacat - Escriptura de personatges excepcional - Escriptor destacat                                                                             | Nominat    | [ 22 ] [ 23 ] [ 24 ]                                                                                         |
| 2008 | Scary Go Round                                     | Web Cartoonist's Choice Awards: Representació de personatges excepcional | Nominat    | [ 25 ] |
| 2016 | Giant Days                                         | Eisner Award: Millor sèrie de continuara | Nominat    | Allison va fer el guio per a Giant Days. La nominació va ser per a John Allison, Max Sarin i Julia Madrigal. |
| 2016 | Giant Days                                         | Eisner Award: Millor Guio | Nominat    | [ 26 ] |
| 2017 | Bad Machinery, Vol. 5: The Case of the Fire Inside | Eisner Award: Millor publicació per a adolescents (entre 13 i 17 anys) | Nominat    | [ 27 ] [ 28 ]                                                                                                |
| 2018 | Giant Days                                         | Eisner Award: Millor sèrie de continuara | Nominat    | Allison va fer el guio per a Giant Days. La nominació va ser per a John Allison, Max Sarin i Julia Madrigal. |
| 2018 | Giant Days                                         | Eisner Award: Millor publicació d'humor | Nominat    | Allison va fer el guio per a Giant Days. La nominació va ser per a John Allison, Max Sarin i Julia Madrigal. |
| 2019 | Giant Days                                         | Eisner Award: Millor sèrie de continuara | Va guanyar | Allison va fer el guio per a Giant Days. La nominació va ser per a John Allison, Max Sarin i Julia Madrigal. |
| 2019 | Giant Days                                         | Eisner Award: Millor publicació d'humor | Va guanyar | Allison va fer el guio per a Giant Days. La nominació va ser per a John Allison, Max Sarin i Julia Madrigal. |